# Тяньшуй
Тяньшу́й (спрощ.: 天水; піньїнь: Tiānshuǐ) — міський округ у китайській провінції Ганьсу. Назва походить від історії «Тянь хе чжу шуй» (天河注水, «небесна річка вливає воду»), яку почув ханський імператор і вирішив назвати так нове місто в своїй державі.

## Географія
Тяньшуй лежить у верхній течії Вейхе (басейн Хуанхе) на північний захід від гір Ціньлін.

### Клімат
Місто знаходиться у зоні, котра характеризується вологим континентальним кліматом з теплим літом. Найтепліший місяць — липень із середньою температурою 22.8 °C (73 °F). Найхолодніший місяць — січень, із середньою температурою -1.1 °С (30 °F).
| Клімат Тяньшуя                            | Клімат Тяньшуя | Клімат Тяньшуя | Клімат Тяньшуя | Клімат Тяньшуя | Клімат Тяньшуя | Клімат Тяньшуя | Клімат Тяньшуя | Клімат Тяньшуя | Клімат Тяньшуя | Клімат Тяньшуя | Клімат Тяньшуя | Клімат Тяньшуя | Клімат Тяньшуя |
| Показник                                  | Січ.           | Лют.           | Бер.           | Квіт.          | Трав.          | Черв.          | Лип.           | Серп.          | Вер.           | Жовт.          | Лист.          | Груд.          | Рік            |
| Середній максимум, °C                     | 3              | 6              | 12             | 18             | 23             | 27             | 28             | 27             | 21             | 16             | 9              | 3              | 16             |
| Середня температура, °C                   | −1             | 1              | 6              | 12             | 17             | 20             | 23             | 22             | 16             | 11             | 5              | 0              | 11             |
| Середній мінімум, °C                      | −6             | −3             | 1              | 6              | 11             | 15             | 17             | 17             | 12             | 7              | 0              | −4             | 6              |
| Норма опадів, мм                          | 4.1            | 5.7            | 18.1           | 44.8           | 58             | 69.9           | 99.8           | 92.1           | 94             | 47.2           | 14.4           | 3.3            | 551.4          |
| Днів з опадами                            | 4,3            | 5,8            | 8,3            | 10,2           | 11,2           | 11,4           | 13,8           | 11,9           | 14,2           | 12,4           | 8,6            | 3,1            | 115,2          |
| Вологість повітря, %                      | 60.9           | 59.6           | 59.5           | 60.6           | 63.1           | 64.3           | 71.3           | 72             | 77.5           | 76.2           | 71.5           | 66             | 66.9           |
| ----------------------------------------- | -------------- | -------------- | -------------- | -------------- | -------------- | -------------- | -------------- | -------------- | -------------- | -------------- | -------------- | -------------- | -------------- |
| Джерело: Weatherbase, Weatherbase (опади) |                |                |                |                |                |                |                |                |                |                |                |                |                |

## Адміністративний поділ
Міський округ поділяється на 2 райони, 4 повіти й 1 автономний повіт:
| Карта                                                             | Карта             | Карта            | Карта            | Карта |
| ----------------------------------------------------------------- | ----------------- | ---------------- | ---------------- | ----- |
| Ціньчжоу Майцзі Ціншуй Ціньань Ганьгу Ушань ① ① Чжанцзячуань-Хуей |                   |                  |                  |       |
| Статус                                                            | Назва             | Оригінал         | Населення (2020) |       |
| Район                                                             | Ціньчжоу          | 秦州区           | 656 689          |       |
| Район                                                             | Майцзі            | 麦积区           | 556 102          |       |
| Повіт                                                             | Ганьгу            | 甘谷县           | 506 801          |       |
| Повіт                                                             | Ушань             | 武山县           | 363 727          |       |
| Повіт                                                             | Ціншуй            | 清水县           | 240 597          |       |
| Повіт                                                             | Ціньань           | 秦安县           | 416 337          |       |
| Автономний повіт                                                  | Чжанцзячуань-Хуей | 张家川回族自治县 | 244 406          |       |